# Olja Ivanjicki
Olja Ivanjicki (serb. Оља Ивањицки; ur. 10 maja 1931 roku w Pančevie, zm. w 2009 r.) – serbska poetka, rzeźbiarka i malarka. Uznawana bywa za najlepszą malarkę Jugosławii XX wieku.

## Życiorys
Urodziła się jako córka rosyjskich emigrantów w Pančevie. Studiowała na Akademii Sztuk Pięknych w Belgradzie, którą ukończyła w 1957 roku. W 1962 roku otrzymała stypendium Fundacji Forda, aby kontynuować studia artystyczne w Stanach Zjednoczonych, a w 1978 roku została wybrana artystką programu w szkole projektowania w Rhode Island.
Miała ponad dziewięćdziesiąt wystaw indywidualnych i brała udział w licznych krajowych i międzynarodowych wystawach zbiorowych. Jej obrazy tworzone były pod wpływem symbolizmu, surrealizmu, pop-artu i fantastyki. Była laureatką Nagrody im. Karicia.